# Acordați circumstanțe atenuante?
Acordați circumstanțe atenuante? este un film dramatic polițist românesc din 1984 regizat de Lucian Bratu. Rolurile principale au fost interpretate de actorii Gheorghe Dănilă, Marioara Sterian și Cornel Revent.

## Prezentare
O anchetă judiciară are loc după producerea unui accident mortal într-un combinat chimic.

## Distribuție
- Marina Procopie
- Ion Fiscuteanu — Directorul combinatului
- Tudorel Filimon — Oancea
- Valentin Uritescu — Paraschiv
- Ion Siminie — Ciosu
- Diana Gheorghian — Lenuș
- Rudy Rosenfeld — Trandafir
- Puiu Gheorghe Dănilă — Andrei
- Cornel Revent — Judecătorul Atanasiu
- Dorina Lazăr — Procurorul Nicolau
- Constantin Gabor — Profesorul Damian
- Natașa Raab — Rodica, colega lui Lenuș (în distribuție ca Natașa Rab)
- Marioara Sterian — Dana